# Jaś i Małgosia (film 2007)
Jaś i Małgosia (ang. Henjelgwa Geuretel) – południowokoreański film grozy z 2007 roku. Tytuł i treści swobodnie nawiązują do baśni braci Grimm pt. Jaś i Małgosia.

## Treść
Eun-Soo, podczas podróży samochodem do swojej ciężko chorej matki ulega wypadkowi, wypada z drogi i stacza się z urwiska. Kiedy odzyskuje przytomność, spotyka Young-hee - dwunastoletnią dziewczynkę. Young-hee zaprowadza go do swojego niezwykłego domku w środku lasu. Tam zostaje uwięziony przez dziewczynkę i jej rodzeństwo.

## Obsada
- Chun Jung-myung - Eun-soo
- Eun Won-jae - Man-bok
- Shim Eun-kyung – Young-hee
- Jin Ji-hee - Jung-soon
- Park Hee-soon - Deacon Byun / ojciec
- Jang Young-nam - Soo-jung („matka”)
- Lydia Park - Kyung-sook
- Kim Kyung-ik - Young-shik („ojciec”)
- Go Joon-hee - Hae-young